# Los Pujols (Aramunt)
Los Pujols, los Puiols en la pronúncia pallaresa, és una partida rural del terme municipal de Conca de Dalt, a l'antic terme d'Aramunt, al Pallars Jussà, en territori que havia estat del poble d'Aramunt.
Es troba a la riba esquerra de la Noguera Pallaresa, a prop de l'extrem sud-oest de l'antic terme d'Aramunt. És a l'esquerra del riu de Carreu, però quan aquest ja forma part de les aigües del pantà de Sant Antoni. És al capdavall, nord-oest, del Serrat de la Font de la O, al llarg del costat nord-oest de la pista rural que enllaça Aramunt amb Tremp per la riba esquerra de la Noguera Pallaresa.
La seva superfície total passa poc de les 16 hectàrees (16,0065) i hi predomina el conreu de secà, però la proximitat del pantà permet que una part sigui de regadiu. Hi ha també ametllers, arbres de ribera i zones improductives, de matolls i de bosquina.

## Etimologia
Es tracta d'un topònim romànic descriptiu: aquest territori està format per uns pujols arrenglerats al damunt de la riba esquerra del riu de Carreu.